# Werner Lucas
Werner Lucas (Berlijn, 27 februari 1917 - Leiden, 24 oktober 1943) was een Duitse gevechtspiloot. Tijdens de Tweede Wereldoorlog schoot hij meer dan honderd geallieerde (vooral Russische) vliegtuigen neer.
Lucas werd in 1943 boven Leiden neergeschoten en stortte met zijn Messerschmitt neer in de tuin van een ziekenhuis. Behalve Lucas zelf kwamen hier geen andere mensen om het leven.

## Decoraties
- Ridderkruis van het IJzeren Kruis op 19 september 1942 als Feldwebel en pilot in het 4./JG 3 "Udet"[2]
- IJzeren Kruis 1939, 1e Klasse en 2e Klasse
- Ehrenpokal für besondere Leistung im Luftkrieg op 2 oktober 1941 als Unteroffizier en pilot[3]
- Duitse Kruis in goud op 27 maart 1942 als Feldwebel in het 4./JG 3[4]

- Virtual International Authority File: 29145066416566590000